# 부와이흐 왕조
부와이흐 왕조(Buyid dynasty) 또는 부예왕조는 934년부터 1062년 사이 이라크와 이란 중남부를 주로 통치한 시아파 이란족 왕조이다.
이 왕조는 934년 파르스주를 정복하고 시라즈를 수도로 삼은 알리 이븐 부야에 의해 세워졌다. 남동생 하산 이븐 부야는 930년대 말에 지발의 일부를 점령했고 943년 가까스로 이란 라이를 차지하면서 수도로 삼았다. 945년, 가장 어린 남동생인 아흐메드 이븐 부야는 이라크를 정복하고 바그다드를 수도로 삼았다. 이후 110여년 동안 페르시아계 인물을 칼리파로 임명하였다.
건국자 알리 이븐 부야는 이슬람의 아랍 정복 이후 종래 이란의 지배자들이 명목상으로 칼리파의 신하임을 드러내는 아미르를 자칭한 것과 달리 전통 페르시아의 왕호인 샤한샤를 썼다. 이후 부와이흐 왕조의 일부 지도자들은 샤한샤라는 칭호를 썼다.

## 참고 문헌
- Sajjadi, Sadeq; Asatryan, Mushegh; Melvin-Koushki, Matthew. 〈Būyids〉.   Madelung, Wilferd; Daftary, Farhad. 《Encyclopaedia Islamica Online》. Brill Online. ISSN 1875-9831.